# مطالعه بوم‌شناختی
مطالعه بوم‌شناختی نوعی مطالعه توصیفی است که در آن واحد توصیف به جای فرد، جمعیت یا گروه افراد است. همانند مطالعات مقطعی، مطالعات بوم‌شناختی نیز در یک نقطهٔ مشخص از زمان انجام می‌شوند. این نوع مطالعات را می‌توان برای بررسی رابطهٔ بین سلامت مردم و فاکتورهای مؤثر بر آن تعریف کرد. یک مطالعهٔ بوم‌شناخته روشی برای بررسی درستی فرضیه‌ها در مورد ریسک‌فاکتورهای یک بیماری ارائه نمی‌کنند، بلکه تنها به شکل‌گیری و توصیف فرضیه کمک می‌نمایند.
نداشتن اطلاعات در مورد تک‌تک افراد داخل جامعه یا محدود بودن دسترسی به این نوع اطلاعات و در مقابل در دسترس‌بودن اطلاعات گروهی، می‌تواند از دلایل روی‌آوردن به مطالعات بوم‌شناختی باشد. همچنین در مواقعی که بخواهند دو جمعیت بسیار بزرگ را با هم مقایسه کنند این نوع مطالعه می‌تواند مورد استفاده قرار بگیرد.